# Tim Klüssendorf
Tim Klüssendorf (ur. 16 sierpnia 1991 w Lubece) – niemiecki polityk i ekonomista, deputowany do Bundestagu, od 2025 sekretarz generalny Socjaldemokratycznej Partii Niemiec (SPD).

## Życiorys
Ukończył Ernestinenschule am Koberg w rodzinnym mieście, a po zdaniu egzaminu maturalnego odbył roczny wolontariat w Związku Młodzieży Lubeki. Studiował ekonomię na Uniwersytecie w Hamburgu, uzyskując tytuł licencjata w 2015 roku, a następnie magistra z zakresu zarządzania przedsiębiorstwem w 2018 roku. W latach 2012–2018 pracował jako asystent posła do landtagu Szlezwika-Holsztynu Thomasa Rothera, a następnie do 2021 roku pełnił funkcję osobistego referenta burmistrza Lubeki Jana Lindenaua.
Do SPD wstąpił w 2007 roku. Przewodniczył organizacji młodzieżowej Jusos w Lubece, a następnie zasiadał w zarządzie okręgowym SPD, którego został przewodniczącym w kwietniu 2024 roku. W latach 2013–2018 był radnym w Radzie Miejskiej Lubeki. Od 2018 roku należy do zarządu Związku Młodzieży Lubeki, a także organizacji takich jak Niemiecka Organizacja Pomocy Społecznej (AWO) i związek zawodowy ver.di.
W 2021 po raz pierwszy uzyskał mandat posła do Bundestagu. Z powodzeniem ubiegał się o reelekcję w 2025. Od września 2023 wchodzi w skład rozszerzonego prezydium klubu parlamentarnego SPD, a od lutego 2024 pełni funkcję rzecznika Parlamentarnej Lewicy w ramach frakcji. W czerwcu 2025, podczas konwencji partyjnej SPD, został wybrany sekretarzem generalnym partii na szczeblu federalnym. 